# Antonio Macedo
António de Macedo (Coimbra, 1612 – Lisszabon, 1695) portugál jezsuita szerzetes. A neve előfordul Antonius Macedo alakban is. Nem tévesztendő össze a vele azonos korban élt António de Sousa de Macedo (1606–1682) személyével.

## Életútja
Prédikátorként szolgált Portugáliában és az észak-afrikai Mazagão-ban. Az évorai egyetem dékánjaként és a lisszaboni Szent Rókus-templom elöljárójaként fontos szerepet töltött be.
1650-ben egy másik jezsuita rendtársával tagja volt a stockholmi portugál nagykövet kíséretének, mely a svéd királyi udvarba látogatott. Krisztina királynő megbízta, hogy vigyen el egy levelet a jezsuita rendfőnöknek Rómába, mely kapcsolatban lehetett 1654-es áttérésével a katolikus hitre. Macedo itt hosszabb időt töltött és bizonyos fontos hivatalokat is viselt.
Divi tutelares (1687) című művében történik először említés arról, hogy mit jelképez Magyarország címerében a hármas halom.

## Művei
- Elogia Nonnulla et Descriptio Coronationis Christinae Reginae Sueciae (1650)
- Lusitania infulata et purpurata, seu pontificibus, et cardinalibus illustrata. Parisiis : Sebast. Cramoisy , 1663
- De Vita et moribus Joannis de Almeida Sociatatis Jesu Presbytery (1669)
- Divi tutelares Orbis christiani : Opus singulare, in quo de Sanctis regnorum, provinciarum, urbium maximarum patronis agitur. Ulyssipone : Mich. Deslandes, 1687